# Episodi de Il medico di campagna (diciannovesima stagione)
La diciannovesima stagione della serie televisiva Il medico di campagna è stata trasmessa in anteprima in Germania dalla ZDF tra il 28 settembre 2010 e il 28 gennaio 2011.
| nº | Titolo originale        | Titolo italiano | Prima TV Germania | Prima TV Italia |
| -- | ----------------------- | --------------- | ----------------- | --------------- |
| 1  | Lebenslügen             |                 | 28 settembre 2010 |                 |
| 2  | Schuss vor den Bug      |                 | 1º ottobre 2010   |                 |
| 3  | Dicke Luft              |                 | 8 ottobre 2010    |                 |
| 4  | Der verlorene Sohn      |                 | 15 ottobre 2010   |                 |
| 5  | Alles ist relativ       |                 | 22 ottobre 2010   |                 |
| 6  | Schlechte Gewohnheiten  |                 | 29 ottobre 2010   |                 |
| 7  | Gefährdet               |                 | 5 novembre 2010   |                 |
| 8  | Eine schwere Geburt     |                 | 12 novembre 2010  |                 |
| 9  | Freunde fürs Leben      |                 | 19 novembre 2010  |                 |
| 10 | Stimme des Herzens      |                 | 26 novembre 2010  |                 |
| 11 | In der Sackgasse        |                 | 3 dicembre 2010   |                 |
| 12 | Pflücke den Tag         |                 | 10 dicembre 2010  |                 |
| 13 | Verständigungsprobleme  |                 | 17 dicembre 2010  |                 |
| 14 | Elternfreud, Elternleid |                 | 7 gennaio 2011    |                 |
| 15 | Das verlorene Glück     |                 | 14 gennaio 2011   |                 |
| 16 | Abgeschirmt             |                 | 21 gennaio 2011   |                 |
| 17 | Bittere Pillen          |                 | 28 gennaio 2011   |                 |